# Fauda
Fauda (Hebreeuws: פאודה, Arabisch: فوضى, Nederlandse vertaling: chaos) is een in 2015 begonnen Israëlische politieke thrillerserie bedacht door de Israëlische acteur Lior Raz en de Israëlische journalist Avi Issacharoff. De serie wordt in Israël uitgezonden door satelliettelevisiemaatschappij yes en internationaal uitgezonden door streamingdienst Netflix als een Netflix Orginal-serie. De productie is in handen van yes TV en Liat Benasuly Productions.

## Achtergrond
De serie vertelt het verhaal van Israëlisch undercoveragent Doron die onderdeel is van de antiterrorisme-eenheid de mista’arvim. Het undercoverteam dient door de serie heen verschillende geheime operaties uit te voeren in de Westelijke Jordaanoever en de Gazastrook. Naast het werk volgt de serie ook het privéleven van Doron en alle intriges die daar mee gepaard zijn.
De bedenkers Issacharoff en Raz zijn beide voormalige leden van een mista’arvim-eenheid van het Israëlische leger, Duvdevan. Het script is gebaseerd op hun eigen ervaringen uit hun diensttijd, rond de jaren 80 en 90, toen zij toetraden tot de eenheid. Echter is het verhaal wel fictief. Issacharoff staat bekend om zijn specialisatie over Arabische en Palestijnse zaken. Raz speelt protagonist Doron in de serie.
Fauda bestaat uit drie seizoenen en het vierde seizoen is aangekondigd voor 20 januari 2022. Het eerste seizoen ging op 15 februari 2015 in Israël in première en internationaal op 2 december 2016. Ieder seizoen heeft 12 afleveringen.
Fauda heeft verschillende prijzen gewonnen in Israël, waaronder in 2017 voor Beste dramaserie. Daarnaast is Fauda de meeste succesvolste serie van in de geschiedenis van yes. Volgens The New York Times is Fauda de beste internationale televisieserie van 2017.

## Prijzen en nominaties
| Jaar | Land   | Prijs        | Categorie                                                                            | Uitslag     |
| ---- | ------ | ------------ | ------------------------------------------------------------------------------------ | ----------- |
| 2017 | Israël | Ophir Awards | Beste dramaserie                                                                     | Gewonnen    |
| 2017 | Israël | Ophir Awards | Beste acteur in een dramaserie (Lior Raz)                                            | Gewonnen    |
| 2017 | Israël | Ophir Awards | Beste cameraman of -vrouw (Moshe Mishali)                                            | Gewonnen    |
| 2017 | Israël | Ophir Awards | Beste script in een dramaserie (Amir Mann, Michal Aviram, Avi Issacharoff, Lior Raz) | Gewonnen    |
| 2017 | Israël | Ophir Awards | Beste actrice in een dramaserie (Rona-Lee Shim'on)                                   | Genomineerd |
| 2015 | Israël | Ophir Awards | Beste dramaserie                                                                     | Gewonnen    |
| 2015 | Israël | Ophir Awards | Beste cameraman of -vrouw (Nitai Netzer)                                             | Gewonnen    |

## Rolverdeling
- Doron Kabilio (Lior Raz): De serie volgt de point of view van Doron. Doron is getrouwd met Gali, de moeder van zijn twee kinderen Idodi (roepnaam: Ido) en Noga.[10] Hij is tevens oud-geheim agent bij de undercoverunit van het Israëlische leger in de Westelijke Jordaanoever.
- Captain Gabi Ayub (Itzik Cohen): Gabi is hoofd van de Israëlische veiligheidsdienst Sjien Beet. Gabi heeft vijf kinderen bij twee ex-vrouwen en woont op zichzelf.
- Michael 'Mickey' Moreno (Yuval Segal): Moreno is commandant, en daarmee de baas, van de Israëlische undercoverunit in de Westelijke Jordaanoever. Op aandringen van Moreno besluit Doron weer terug te keren bij de unit.
  - De unit, genaamd mista'avrim, is een undercoverteam dat opereert in de Westelijke Jordaanoever. De unit staat erom bekend zich te verkleden als bewoners van de Palestijnse steden, inclusief het spreken van Arabisch. De unit bestaat uit:
    - Boaz (Tomer Kapon): Boaz is de broer van Gali, Dorons vrouw. Boaz spreekt vloeiend Arabisch. Zijn cover-up is dat hij voor Arabieren werkt in het Israëlische ministerie van defensie. Boaz is alleen in seizoen 1 lid van de unit.
    - Naor (Tzachi Halevy): Naor zou de opvolger worden van Moreno. Hij heeft tevens een affaire met Dorons vrouw, Gali.
    - Nurit (Rona-Lee Shim'on): Nurit is de enige vrouw in de unit. Ze heeft een affaire met Moreno.
    - Avihai (Boaz Konforty): Avihai heeft een vrouw en een zoon.
    - Herzl 'Steve' Pinto (Doron Ben-David): Hoewel zijn officiële naam Herzl is, noemt iedereen hem Steve. Steve heeft gevoelens voor Nurit.
- Gali Kabilio (Neta Garty): Gali is de (ex-)vrouw van Doron en de oudere zus van Boaz. Gali is erg ongelukkig met haar leven en zou graag willen vertrekken uit Israël. Gali heeft een affaire met Naor.
- Taufiq Hammed (Hisham Sulliman): Taufiq wordt meestal Abu Ahmad genoemd en heeft als bijnaam The Panther. Taufiq is een hooggeplaatste Hamas-terrorist en wordt verantwoordelijk gehouden voor de dood van 116 Israëli's. Taufiq zou, 18 maanden voor het verhaal begint, gedood zijn door Doron. Taufiq komt alleen voor in seizoen 1.
  - Nassrin Hamed (Hanan Hillo): Nassrin is de vrouw van Taufiq. Ze is opgegroeid in Duitsland en besluit in het eerste seizoen (met ongewilde hulp van de Israëlische autoriteiten) met de kinderen terug te gaan naar Berlijn.
- Walid El Abed (Shadi Mar'i): Walid is een vertrouweling van The Panther en wordt voorbereid om The Panther op te volgen. Hij is een trouw lid van de Hamasbeweging. Zijn nicht is dokter Shirin El Abed. In seizoen 2 is Walid het hoofd van de militaire tak van de Hamasbeweging in de Westelijke Jordaanoever.

## Plot
| Seizoen | Aantal afleveringen | Originele uitzenddatum           | Netflix releasedatum / |  |
| ------- | ------------------- | -------------------------------- | ---------------------- |  |
| 1       | 12                  | 15 februari 2015 – 3 mei 2015    | 2 december 2016        |  |
| 2       | 12                  | 31 december 2017 – 18 maart 2018 | 24 mei 2018            |  |
| 3       | 12                  | 26 december 2019 – 12 maart 2020 | 16 april 2020          |  |
| 4       | 12                  | 13 juli 2022 – 28 september 2022 | 20 januari 2023        |  |

### Seizoen 1 (2015)
Het eerste seizoen ging op 15 februari 2015 in Israël in première. Het eerste seizoen werd gefilmd in de Arabisch-Israëlische stad Kafr Qasim, tijdens Operation Protective Edge. In dit eerste seizoen introduceert Doron Kabilio zich. Hij is commandant van een undercoverteam van de Shin Bet. Deze leden proberen de meest gezochte Hamas-agent in Judea en Samaria, Tawfiq Hamed, te vermoorden. Hij is ook bekend als Abu Ahmed en "The Panther".

### Seizoen 2 (2017-2018)
Nadat Walid Abu Ahmed aan het einde van de laatste aflevering van het eerste seizoen doodt, wordt hij het hoofd van de militaire vleugel van Hamas op de Westelijke Jordaanoever. In dit seizoen is de strijd persoonlijker tussen Doron en Nidal Awadallah.

### Seizoen 3 (2019-2020)
Dit seizoen speelt zich onder andere af in de Gazastrook. Het gaat over Doron en zijn team die Gaza infiltreren om Red Yaara en Elad die werden ontvoerd door Jihad Hamdan en zijn zoon Bashar.

### Seizoen 4 (2022-2023)
Het seizoen speelt zich ongeveer twee jaar na de gebeurtenissen van het vorige seizoen af. Kapitein Ayoub, in een poging hem uit zijn situatie te halen, vraagt Doron om als beveiliger mee te gaan op een schijnbaar eenvoudige missie in Brussel. De ontmoeting in Brussel wordt ingewikkeld en Doron bevindt zich in een complexe situatie.

### Afleveringen
| Afleveringnummer | Titel        | Regisseur       | Schrijver    | Originele uitzenddatum |
| --- | ------------ | --------------- | ------------ | ---------------------- |
| 1 | Aflevering 1 | Assaf Bernstein | Moshe Zonder | 15 februari 2015]      |
| Doron dient terug te keren bij de geheime IDF-eenheid. De Hamasterrorist The Panther blijkt niet dood te zijn, terwijl Doron hem 18 maanden geleden nog had neergeschoten. Uit inlichtingen blijkt dat The Panther misschien zal verschijnen op de bruiloft van zijn broer Bashir. Doron en zijn team plannen een geheime missie om de terrorist te pakken tijdens Bashirs bruiloft. Minuten voordat The Panther op de bruiloft arriveert, wordt het undercoverteam ontdekt. Hierdoor schieten de teamleden Bashir dood. Doron herkent The Panther en zet de achtervolging in. Hoewel Doron de terrorist in zijn buik schiet tijdens het rennen, weet hij te ontsnappen. |              |                 |              |                        |
| 2 | Aflevering 2 | Assaf Bernstein | Moshe Zonder | 22 februari 2015       |
| The Panther blijkt het schot op een haar na te hebben overleefd. Hij dient een operatie te ondergaan, maar probeert dit in geheim te plannen. Zodat de Israëlische autoriteiten niet zeker weten of hij nog leeft. Doron overtuigt Moreno ervan om hem nog niet van deze missie af te halen, totdat The Panther gedood is. Ook ondergaat Doron huwelijksproblemen. Ondertussen in de Westelijke Jordaanoever rouwt de familie van The Panther, vanwege de dood The Panthers broer Bashir. Bashir wordt geëerd als een shadid (martelaar), en Bashirs weduwe Amal, zint op wraak.                                                                                         |              |                 |              |                        |
| 3 | Aflevering 3 | Assaf Bernstein | Moshe Zonder | 1 maart 2015           |
| Dr. Shirin helpt The Panther met zijn ontsnapping vanuit het ziekenhuis, net voordat Dorons team het gebouw binnenvalt. Amal, Bashirs weduwe, krijgt de kans om haar wraak te nemen, vanwege de dood van haar man. Ze krijgt toestemming van The Panther om een bomaanslag te plegen op een club waar Boaz, lid van Het Israëlische undercoverteam, vaak komt. Boaz heeft onlangs een meisje leren kennen waarop hij verliefd is geworden. Amal besluit in de club niet alleen de bom te planten, maar een zelfmoordaanslag te plegen. |              |                 |              |                        |

## Kritiek
Op 27 december 2020 publiceerde het Internationale Rode Kruis voor Israël en Palestina een draad met tweets op Twitter om erop te wijzen dat sommige handelingen die in Fauda worden vertoont - vooral die welke de Palestijnen misleiden en hen in een val lokken - het internationaal humanitair recht schonden en door de Conventies van Genève zijn verboden. Seizoen 3 toont bijvoorbeeld een gefingeerde humanitaire missie met een beschermend bord op de voertuigen dat duidelijk is gemodelleerd naar het Rode Kruis, maar in de film wordt het gebruikt voor een gewapende operatie. De tweets waren geformuleerd als waarschuwing voor Israëli's die de getoonde acties konden nabootsen. De Israëlische reacties varieerden: sommigen benadrukten dat Fauda slechts fictie was, en anderen schreven dat Fauda de operaties van de veiligheidstroepen waarheidsgetrouw portretteerde.